# حسن قشلاقي
حسن‌ قشلاقي هي قرية في مقاطعة خدا أفرين، إيران. عدد سكان هذه القرية هو 42 في سنة 2006.